# Cecil Mamiit
Cecil Mamiit (* 27. červen 1976 v Los Angeles) je tenista narozený v Spojených státech amerických reprezentující Filipíny. Profesionálně hraje od roku 1996. Nejvyššího individuálního hodnocení v ATP Tour dosáhl 11. října 1999, když byl na 72. místě ve světě.
V roce 1999 získal stříbrnou medaili pro USA ve dvouhře na Panamerických hrách ve Winnipegu. Už jako reprezentant Filipín získal dvě bronzové medaile ve dvouhře a čtyřhře na Asijských hrách v Dauhá.
Na okruhu ATP získal největší úspěch na turnaji v San Jose v roce 1999, když jako postupující z kvalifikace porazil postupně K.Carlsena, A. Agassiho, i když Agassi vedl 6-0 6-6, M. Woodforda a M. Changa.